# Radio Flandes Internacional
Radio Flandes Internacional (RVi; Radio Vlaanderen Internationaal) era el servicio internacional de la Vlaamse Radio- en Televisieomroep (VRT).

## Historia
La primera transmisión del servicio mundial belga fue en mayo de 1938. Consistía en dos boletines en flamenco y francés de un cuarto de hora de duración cada uno. 
El 31 de enero de 1945 aparece La Voix de la Concorde ("ORU - De Vriendschapsbode"). Transmitía para las colonias belgas en África, América y el África portuguesa. 
En 1960 se crea la "BRT", organismo encargado de difundir programas para los belgas de origen flamenco que viven en el exterior. En los años 80 se abren servicios en español, inglés y portugués. A éstos se le añaden luego el francés, el alemán y el árabe.
En 1992 la radio adquiere su nombre actual y en 1994 comienza a difundir por satélite. En 1995 abre su sitio en Internet. 
En 1997 desaparece su servicio en español.
Las emisiones por onda corta concluyeron el 24 de octubre de 2009 debido a los costos y a un presunto descenso en la audiencia.
La onda corta y otros servicios terminaron el 31 de diciembre de 2011. Radio 1 y Radio 2 en su lugar se emiten en todo el mundo a través de satélite, y todos los canales de radio también estarán disponibles a nivel mundial a través de Internet.

## Vías de transmisión
RVi transmitía por cable y Digital Audio Broadcasting para Flandes; por onda media (1512kHz) y satélite para Europa; así como por Internet (streaming). 

## Fuente
1. ↑  Bélgica: Radio Flandes Internacional confirma que finalizará sus transmisiones en ondas cortas el 24 de octubre.